# Bolbocerodema garritor
Bolbocerodema garritor är en skalbaggsart som beskrevs av Jan Krikken 1979. Bolbocerodema garritor ingår i släktet Bolbocerodema och familjen Bolboceratidae. Inga underarter finns listade.